# هرقلية حبشية
هرقلية حبشية (الاسم العلمي:Heracleum abyssinicum) هي نوع من النباتات يتبع جنس الهرقلية من الفصيلة الخيمية. سمي هذا النوع نسبةً إلى الحبشة.